# Fleming megye (Kentucky)
Fleming megye az Amerikai Egyesült Államokban, azon belül Kentucky államban található. Megyeszékhelye és legnagyobb városa Flemingsburg. Lakosainak száma 15 082 fő (2020. április 1.). Fleming megye Lewis, Rowan, Bath, Nicholas, Robertson és Mason megyékkel határos.

## Népesség
A megye népességének változása:
| Lakosok száma | 14 393 | 14 478 | 14 515 | 14 508 | 14 637 | 15 082 |
|               | 2010   | 2011   | 2012   | 2013   | 2015   | 2020   |